# Georges J. F. Köhler
Georges Jean Franz Köhler (München, 17. ožujka 1946. – Freiburg, 1. ožujka 1995.), njemački biolog.
Zajedno s César Milsteinom i Niels K. Jerneom, dobio je Nobelovu nagradu za fiziologiju ili medicinu 1984.g. za svoj rad na imunološkom sustavu i proizvodnji monoklonalnih antitijela.

## Vanjske poveznice
- Nobelova nagrada - Cirriculum Vitae (engl.)